# 松井田妙義インターチェンジ
松井田妙義インターチェンジ（まついだみょうぎインターチェンジ）は、群馬県安中市にある上信越自動車道のインターチェンジ。安中市街や同市の旧松井田町域の最寄りインターチェンジである。また、富岡市の旧妙義町域も同インターチェンジの方が隣接する富岡インターチェンジよりも近くなっている。1993年の開設当時は松井田町と妙義町が独立自治体として存在しており、両町が2006年に合併によりそれぞれ安中市と富岡市の一部となっても旧両町の名前が残されている。

## 道路
- E18 上信越自動車道（5番）

## 接続する道路
- 群馬県道51号松井田下仁田線
- 国道18号（群馬県道51号松井田下仁田線経由）

このICより上り方面（藤岡方面）の上信越自動車道は、南に蛇行して国道254号に並走するルートをとる。

## 料金所
- ブース数：4

### 入口
- ブース数：2
  - ETC専用：1
  - ETC・一般：1

### 出口
- ブース数：2
  - ETC専用：1
  - 一般：1

## 周辺
- 磯部温泉
  - ホテル磯部ガーデン
- 妙義山 - 群馬県を代表する上毛三山の一つ
- 妙義神社 - 国指定重要文化財
- 碓氷峠鉄道文化むら - 標高が高い鉄道博物館
- 道の駅みょうぎ
- JR東日本信越本線：西松井田駅・松井田駅・横川駅
- 北陸新幹線 安中榛名駅
- 群馬県警察高速道路交通警察隊松井田分駐隊

## 松井田バスストップ
松井田妙義IC外にある高速バス停留所。
以前は西武高原バス・千曲バスが運行する千曲三線の一部便が停車していたが、2015年12月18日限りで全便通過となり、現在はバス停留所としては使われていない。

## 隣
E18 上信越自動車道
(4)下仁田IC - (5)松井田妙義IC - 横川SA - (6)碓氷軽井沢IC